# Tuniský dinár
Tuniský dinár (arabsky دينار) je zákonným platidlem severoafrického státu Tunisko. Dělí se na tisíc milimů.

## Etymologie
Slovo dinár je pravděpodobně odvozeno od názvu měny africké provincie Starověkého Říma "Denáru"

## Bankovky
| Hodnota   | Avers | Revers |
| --------- | ----- | ------ |
| 5 dinárů  |       |        |
| 5 dinárů  |       |        |
| 10 dinárů |       |        |
| 10 dinárů |       |        |
| 20 dinárů |       |        |
| 20 dinárů |       |        |
| 20 dinárů |       |        |
| 30 dinárů |       |        |
| 50 dinárů |       |        |
| 50 dinárů |       |        |